# Marcelo Expósito
Marcelo Expósito Prieto, né le 29 mai 1966, est un homme politique espagnol membre de Barcelone en commun.
Il est élu député de la circonscription de Barcelone lors des élections générales de décembre 2015.

## Biographie

### Profession
Marcelo Expósito a déroulé son parcours professionnel dans le domaine culturel et artistique.

### Carrière politique
Il est membre de la direction exécutive de Barcelone en commun.
Le 20 décembre 2015, il est élu député pour Barcelone au Congrès des députés et réélu en 2016.
Au Congrès, il est le quatrième secrétaire du bureau pour la XIe législature puis accède au troisième secrétariat pour la XIIe législature. 